# Józef Milcz

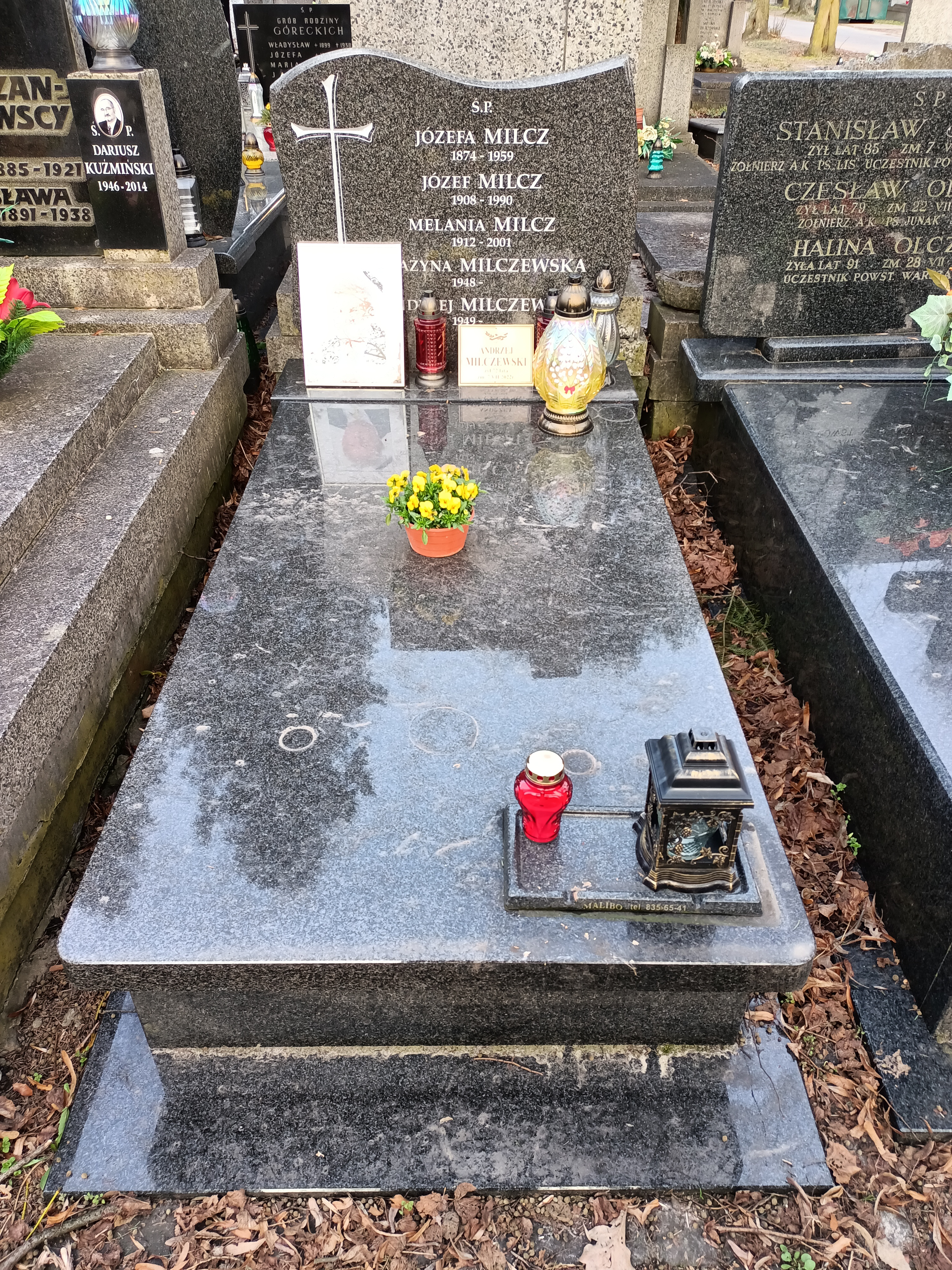
Grób Józefa Milcza na Cmentarzu Bródnowskim

Józef Milcz (ur. 10 lutego 1908 w Warszawie, zm. 26 października 1990 w Warszawie) – polski lekkoatleta długodystansowiec, mistrz Polski.

## Życiorys
Był mistrzem Polski w biegu maratońskim w 1929, wicemistrzem w biegu przełajowym w 1930 i w biegu na 3000 m z przeszkodami w 1932 oraz brązowym medalistą na 3000 m z przeszkodami w 1933. Zajął 3. miejsce w Biegu Narodowym w 1932.
Rekordy życiowe:
- bieg na 3000 m – 9:21,6 (29 września 1934, Warszawa)
- bieg na 5000 m – 16:10,4 (10 maja 1930, Wilno)
- bieg na 10 000 m – 35:08,2 (2 czerwca 1929, Warszawa)
- bieg maratoński – 2:57:55,4 (29 września 1929, Kraków)
- bieg na 3000 m z przeszkodami – 11:04,8 (18 września 1932, Warszawa)

Był zawodnikiem Orła Warszawa (1927-1928), Strzelca Warszawa (1928-1928), AZS Warszawa (1929-1930), WKS 1 pp Leg. Wilno (1930-1931), Rezerwy Warszawa (1931-1932) i Policyjnego KS Warszawa (1933-1939).
Pochowany na Cmentarzu Bródnowskim (kwatera 8L-4-4).